# Phantia picea
Phantia picea är en insektsart som beskrevs av Dlabola 1989. Phantia picea ingår i släktet Phantia och familjen Flatidae. Inga underarter finns listade i Catalogue of Life.